# 五日市コミュニティ放送
五日市コミュニティ放送株式会社（いつかいちコミュニティほうそう）は、広島県広島市佐伯区、西区、廿日市市（旧佐伯郡宮島町、大野町を含む。）、江田島市（旧安芸郡江田島町、佐伯郡沖美町）の各一部地域を放送区域とする超短波放送（FM放送）をしていた一般放送事業者（現・民間特定地上基幹放送事業者）である。
FMななみの愛称でコミュニティ放送をしていた。

## 概要
2004年（平成16年）開局。愛称のFMななみは周波数の77.3MHzにちなむ。本社・演奏所（放送センター・スタジオ）は佐伯区皆賀のミスズガーデン内に、送信所は佐伯区倉重町にあり周波数77.3MHHz、空中線電力20Wで送信していた。
自社制作番組とミュージックバードの番組で構成され、毎日5時を起点に24時間放送を行っていたが、開局当時からスポンサー獲得や広告収入で苦戦を強いられていた。
さらに追い討ちをかけるように、放送区域が重複し局舎も約4kmしか離れていない「エフエムはつかいち」が、2008年（平成20年）2月下旬に開局することが決定した。これにより地元のスポンサー獲得、そして佐伯区・廿日市市においてのリスナー獲得が2008年以降、より一層厳しくなることが予想されたため、2007年（平成19年）12月1日から放送を休止、2008年3月31日付けで廃局した。ミスズガーデンの放送センター・スタジオも、2008年4月初旬に撤去された。

## 沿革
- 2003年（平成15年）
  - 11月7日 - 五日市コミュニティ放株式会社設立
  - 12月24日 - 放送局（現・特定地上基幹放送局）の予備免許取得[1]
- 2004年（平成16年）
  - 4月5日 - 放送局の免許取得[2]
  - 4月18日 - 開局
- 2007年（平成19年）
  - 11月26日 - 12月1日から翌年7月31日までの休止を届出[3]
- 2008年（平成20年）
  - 3月26日 - 3月31日での廃止を届出[4]
  - 3月31日 - 廃局

## 主な自社制作番組
- ななみレストラン（月 - 金 10:30 - 13:30、再放送は月 - 金 16:00 - 19:00）
- 団塊グラフティ（金 19:00 - 19:30）
- 中島尚樹のそっとしといて（金 20:00 - 21:00、再放送は金 15:00 - 16:00）
- mo'bounce studio（金 21:00 - 22:00、再放送は土 19:00 - 20:00）
- サタデー・サンセットミュージック（土 18:00 - 19:00）